# Katō-jinja
Le Katō-jinja (加藤神社) est un sanctuaire shinto situé dans le château de Kumamoto, arrondissement de Chūō-ku à Kumamoto, préfecture de Kumamoto au Japon. Y sont vénérés le daimyo Katō Kiyomasa (1562-1611), ainsi que Ōki Kaneyoshi et Kin Kan qui ont commis le junshi.

## Histoire
En 1868, une cérémonie de style shinto est organisée au Jōchibyō, emplacement de la tombe de Katō Kiyomasa au Honmyō-ji, sur proposition de Nagaoka Moriyoshi. Le sanctuaire Nishikiyama est construit en 1871 au sein du château de Kumamoto à la séparation du bouddhisme et du shintoïsme (shinbutsu bunri). Katō Kiyomasa, Ōki Kaneyoshi et Kin y sont honorés.
Le sanctuaire Nishikiyama est déménagé à Kyōmachi en 1874, car le château de Kumamoto devient la propriété de l'armée japonaise en 1873. Puis, en 1875, le sanctuaire est élevé au rang de sanctuaire préfectoral. Ce système est interrompu en 1946. Le temple est incendié durant la rébellion de Satsuma en 1877. Les shintai sont envoyés au Kengun-jinja. La reconstruction débute en 1884 et se termine en 1886.
En 1909, le nom « Nishikiyama-jinja » est changé pour celui de « Katō-jinja ». Un sanctuaire Katō est construit à Hawaii en 1911 et fermé plus tard. De même, un sanctuaire Katō est construit à Séoul en 1914 et clos après la guerre. Katō Kiyomasa est maintenant vénéré dans à peu près quatre-vingt-dix sanctuaires dont environ la moitié dans la préfecture de Kumamoto.
Le sanctuaire Katō est désigné association religieuse, en 1952 et il est déplacé à son site actuel au château de Kumamoto en 1962. En 1981, on assiste à la fondation du Sūkeikai, association de fidèles du Katō-jinja.

## Fêtes
- Fête du printemps : 24 avril
- Fête de l'été : 24 juillet
- Fête de Katō Kiyomasa : 4e dimanche de juillet
- Cérémonies mensuelles : 1er, 15 et 24 de chaque mois

## Ōki et Kin
Ōki Kaneyoshi (1552-1611) est un karō de Sassa Narimasa. Après la chute de Sassa, il devient karō de Katō Kiyomasa. Il rend de grands services au cours de l'invasion de la Corée par le Japon (1592-1598). À la bataille de Sekigahara, il fait échapper la femme de Katō Kiyomasa de la maison d'Osaka.
Kin Kan est un Coréen capturé lors de l'invasion japonaise de la Corée. Son vrai nom est 良甫鑑, est Kin Kan le nom de sa fonction[pas clair]. Il devient partisan de Katō Kiyomasa, le suit et devient page.

## Caractéristiques et mémoriaux
Le sanctuaire Katō est situé au mieux pour observer les trois bâtiments du château de Kumamoto.

### Mémoriaux
Le pont Taiko, placé au sein du campus du sanctuaire, est rapporté de Corée comme mémorial et sert de modèle pour les ponts de pierre. On peut aussi voir une grande vasque appartenant à Ooki Kaneyoshi, qui est vénéré au sanctuaire, ainsi qu'une pierre porte-étendard venant de Nagoya, préfecture de Saga, en souvenir de l'invasion de la Corée.

### Petits sanctuaires
On y honore Sarutahiko-kami, Sugawara Michizane, Ookuninushi-kami et Ebisu-kami.

## Sources
- Dépliant du sanctuaire Katō, 18 novembre 2010.
- Kumamoto Castle and Castle Town Kumamoto seen in old photographs, Tomita Kouichi, Higo-Joudaibunka-Kenkyuukai, 1999.